# Rejon czernihowski
Rejon czernihowski (ukr. Чернігівський район) – rejon na Ukrainie, w obwodzie czernihowskim, z siedzibą w Koriukówce. Jego powierzchnia wynosi 10203,9 km², zaś liczba ludności wynosi 445,4 tys. osób.
Rejon graniczy z Rosją.
Na terenie rejonu znajduje się 20 hromad:
- 3 miejskie:
  - Czernihów(inne języki)
  - Horodnia(inne języki)
  - Oster(inne języki)
- 11 sełyszcznych(inne języki):
  - Berezna(inne języki)
  - Honczariwśke(inne języki)
  - Desna(inne języki)
  - Dobrianka(inne języki)
  - Kozielec(inne języki)
  - Kułykiwka(inne języki)
  - Lubecz(inne języki)
  - Mychajło-Kociubynśke(inne języki)
  - Ołysziwka(inne języki)
  - Ripky(inne języki)
  - Sedniw(inne języki)
- 6 wiejskich:
  - Iwaniwka(inne języki)
  - Kipti(inne języki)
  - Kyjinka(inne języki)
  - Kyseliwka(inne języki)
  - Nowyj Biłous(inne języki)
  - Tupycziw(inne języki)

Rejon został utworzony 19 lipca 2020 roku decyzją Rady Najwyższej z 17 lipca 2020 roku o przeprowadzeniu reformy administracyjno-terytorialnej Ukrainy. W jego skład weszły dotychczasowe rejony:
- czernihowski
- horodniański
- kozielecki
- kułykiwski
- ripkyński
- Czernihów (dotychczas miasto wydzielone)